# Effet boule de neige (économie)
Pour les articles homonymes, voir Boule de neige (homonymie) et Effet boule de neige.
L'effet boule de neige est, en économie, une situation où la dette publique d'un État rapportée au PIB augmente fortement car le taux d'intérêt réel auquel le pays emprunte est supérieur au taux de croissance de l'économie, engendrant une hausse plus rapide de la dette publique que le PIB. Il s'agit ainsi d'une situation d'augmentation de la dette publique autonome d'une quelconque décision des pouvoirs publics.

## Concept
L'effet de boule de neige désigne une situation d'emballement cumulatif du ratio de dette publique sur PIB. Ce ratio se maintient à l'identique si le taux de croissance de la dette est égal au taux de croissance de l'économie. Dans le cas où le dénominateur (le PIB) croît plus vite, le ratio chute ; mais si c'est le numérateur (la dette publique) qui croît plus vite, alors le ratio augmente. 
Dans le cas d'un effet boule de neige, il devient de plus en plus difficile au pays d'accroître le PIB, car les dépenses publiques sont obérées par une charge des intérêts de plus en plus importante. De plus, l'augmentation de la charge des intérêts peut obliger la puissance publique à s'endetter pour pouvoir payer une partie de cette charge supplémentaire, perpétuant le cycle vicieux.
Face à l'auto-alimentation du ratio de dette publique sur PIB, les pouvoirs publics peuvent enrayer la dynamique en dégageant un excédent budgétaire primaire important, soit en augmentant l'imposition, soit en réduisant les dépenses, à condition que cela ne dégrade pas l'activité économique (ce qui reviendrait à réduire le dénominateur, et donc à augmenter le ratio).

## Histoire
La France et les pays européens bénéficient d'une situation favorable avant 1980. Le taux d'intérêt réel de long terme est le plus souvent inférieur au taux de croissance. En France, il est même négatif, atteignant presque -4 % au milieu des années 1970.
Un effet boule de neige a lieu à partir du début des années 1980 en Europe de l'Ouest et aux États-Unis lorsque la politique monétaire restrictive menée par Paul Volcker à la tête de la Réserve fédérale des États-Unis fait augmenter les taux d'intérêt réels auxquels les États développés empruntent. Ces taux deviennent alors supérieurs aux taux de croissance d'un grand nombre de pays développés, causant une hausse du ratio de dette publique sur PIB.
Selon les calculs de Bruno Tinel, l'effet boule de neige explique 36 % de l'accroissement de la dette publique française entre 1978 et 2008. L'estimation réalisée par le Comité pour un audit citoyen de la dette publique aboutissait au résultat de 37,9 %. L'effet est particulièrement puissant en 1993, sous le double effet d'une désinflation et d'une récession (augmentation du numérateur, baisse du dénominateur). Sur l'augmentation du ratio dette publique/PIB de 6,4 points de pourcentage, l'effet boule de neige explique 2,3 points de cette variation. 
La Grande récession de 2008 provoque en 2009, en France, une augmentation du ratio dette publique/PIB de 10,9 points de pourcentage ; l'effet boule de neige est à l'origine de 4,4 points de cette augmentation. Les taux d'intérêt réels chutent toutefois après cet évènement, et la vague d'inflation de 2021-2022 couplée à la politique monétaire expansionniste de la Réserve fédérale et de la Banque centrale européenne provoquent un contre-effet boule de neige en 2022.